# 2973 Paola
2973 Paola је астероид главног астероидног појаса са средњом удаљеношћу од Сунца која износи 2,469 астрономских јединица (АЈ).
Апсолутна магнитуда астероида је 12,9.